# 宮崎県官製談合事件
宮崎県談合事件（みやざきけんだんごうじけん）は、2006年に発覚した談合事件。

## 概要
宮崎県発注の橋梁設計業務の入札で、県の出納長や土木部長などの県幹部が測量設計会社に落札させるよう談合をしていた疑いが2006年に浮上し、宮崎県警捜査二課が捜査を開始。
捜査の結果、当時宮崎県知事の安藤忠恕の関与の疑いが強まり、宮崎県議会での不信任決議、辞職、さらに逮捕にまで発展した。側近や県幹部も逮捕され、逮捕者は16人にのぼった。最終的には安藤元知事、元出納長、後援会統括事務局長（元参議院議員秘書）、測量設計会社社長の4人が事前収賄事件、第三者供賄事件、競売入札妨害事件に絡んで起訴された。
後援会統括事務局長に対しては事前収賄罪と競売入札妨害罪で懲役1年の実刑、元測量設計会社社長に対しては贈賄罪と競売入札妨害罪で懲役3年執行猶予4年、元出納長に対しては競売入札妨害罪で懲役1年執行猶予4年の有罪判決がそれぞれ確定した。
安藤元知事に対しては一・二審で懲役3年6か月と追徴金2000万円の有罪判決が出ていたが、上告中に死去したため公訴棄却となった。

## 事件一覧
事前収賄事件
県知事の権限を背景に測量設計会社に便宜を図り、その見返りに知事就任直前の2003年7月末、測量設計会社社長から知事に2000万円の賄賂が流れた。
第三者供賄事件
県知事の権限で測量設計会社に便宜を図り、その見返りに2003年10月から2005年5月にかけて測量設計会社社長から後援会統括事務局長に総額約1000万円の賄賂が流れた。
競売入札妨害事件
3件（2005年10月、2005年11月、2006年7月）の県発注事業の競売入札について、県知事が測量設計会社が落札できるように談合を行った。
後援会統括事務局長は1件（2005年11月）の談合に、出納長は2件（2005年10月、2005年11月）の談合にそれぞれ関与した。